# Roldana petasitis
Roldana petasitis là một loài thực vật có hoa trong họ Cúc. Loài này được (Sims) H.Rob. & Brettell miêu tả khoa học đầu tiên năm 1974.